# Szarini csata (2015. június–július)
Ez a szócikk az arab neveket a Magyar Helyesírás Szabályai 221. pontja által a tudományos ismeretterjesztés számára megengedett nemzetközi átírást használja. Amennyiben létezik közismert magyar név, akkor a szócikkben az szerepel.
A 2015. június–júliusi szarini csata a szíriai polgárháború egyik, 2015-ben Aleppó kormányzóságban lezajlott katonai összecsapásra utal, melyben majdnem két hónapnyi állóháború után a Kurd Népvédelmi Egységek és a Szabad Szíriai Hadsereg szövetsége megpróbálta az Iraki és Levantei Iszlám Államtól visszafoglalni Szarint és környékét. A kurdok a kobanîi mészárlás után indítottak teljes erővel harcot a területen.
Július 4-én Szarint és az attól északra fekvő Khirbat al-Burjt, valamint a szarini gabonasilókat az YPG és az FSA teljesen bekerítette. Július 12-én, miután erősítést kaptak, az ISIL katonái megpróbálták áttörni a zárat, és egy újabb ellátási útvonalat kiépíteni a városhoz. Július 24-én viszont a Szabad Szír Hadsereg küldött erősítést a környékre, hogy azzal is segítse Szarin ostromát. Másnap visszaállították a szarini gabonasilók és Khirbat al-Burj körül kialakított zárvonalakat. Július 27-én az YPG csapatai teljes egészében elfoglalták Szarint és az azt körülvevő régiót, és bejelentették az offenzíva végét.

## Előzmények
2015. március közepén az YPG, a vele szövetséges Euphrates Volcano csapatai a koalíciós légi támogatással megsegítve támadást indított Szarin ellen, melyet sokan az Iszlám Állam utolsó fontos erődítmények tartottak Kobanî környékén.
Április 25-én az ISIL védvonalának áttörése után a kurd seregek és szövetségeseik három oldalról bekerítették a várost, és behatoltak a külvárosokba. Az YPG szerint az ISIL erői visszahúzódtak a város sűrűbben lakott területeire. Azonban a folyamatos déli ISIL-erősítés miatt az YPG előrenyomulása két nap múlva megtorpant.
Május 25-én az ISIL támadást indított Szarin északi része ellen, áttörte a kurd védvonalakat, és elfoglalta Mitras, valamint Jabiriyah falvakat, s ezen felül ideiglenesen enyhíteni tudta a szarini gabonasilók és Khirbat al-Burj környékén az ostromot. Az ISIL harcosai a város nyugati külvárosaiban is gyengíteni tudták a kurdok erejét. Május 31-én a harcok olyan helyekre is átterjedtek, amelyeket az ISIL nemrég foglalt el. Az YPG ezeket is megpróbálta visszaszerezni.
Június 5-én az YPG vezette csapatok visszafoglalták a Mitrastól keletre fekvő Jabiriyaht, míg Szarinban és a szarini gabonasilók környékén tovább folytak az összecsapások. Az ISIL megszerezte Szarin nyugati felét, míg a kurdok nyugat felé haladtak.

## A csata

### Megújult offenzíva
Június 18-án a jelentések szerint az YPG és az FSA újabb támadást indított Szarin ellen. Az YPG északról, az FSA pedig keletről haladt a város felé. A kurdok Mitras falut is visszafoglalták. Június 25-én a hírek szerint 175–400 iszlamista harcos lehetett a városban és környékén.
Június 30-án a kobanîi mészárlás megtorlásaképp az YPG támadást indított a város ellen. Július 1-jén felélénkültek a szarini gabonasilók és Khirbat al-Burj környékén is a harcok, és északról megközelítették Szarint. A kurdok elfoglalták a várostól nyugatra még iszlamista kézen lévő falvakat és dombokat.
Július 2-án az YPG és az FSA seregei Szarintól délnyugat felől nyugatra, Magharatayn felé hatoltak, és megközelítették az ISIL utolsó, Szarintól délre haladó utánpótlási útvonalát. Július 3-án elfoglalták Magharataynt, és tovább haladtak a nyugati szomszéd Malhah felé, amely az utolsó, Szarinba vezető út mellett fekszik. Ez alatt az ISIL délről folyamatosan erősítést küldött a térségbe, míg az Euphrates Volcano csónakokból álló átkelőn keresztül oldotta meg újabb és újabb katonáknak a területre jutását.

### Szarin bekerítése
Július 4-én a híradások szerint a koalíciós légvédelemmel támogatott YPG-egységek további területeket szereztek meg. Ezen a napon érkeztek még hírek a Szarintól délre fekvő Magharatayn és Malhah elfoglalásáról, s így elvágták az ISIL utolsó utánpótlási útvonalát, s teljesen körbezárták a várost. Erre válaszul az iszlamisták több, gépjárműbe rejtett bombát robbantottak a környéken.
Július 7-én az információk szerint az ISIL erősítést küldött a Szarintól délre fekvő területekre. Az ő segítségükkel akarta áttörni a várost körülzáró ellenség gyűrűjét. Ugyanakkor a városban maradt milcisták dél felé szereztek meg területeket, hogy felújítsák a déli utánpótlási útvonalukat. Az ISIL több autóba rejtett pokolgépet is felrobbantott, ezek közül egyet Nur Ali faluban, hogy így lassítsa le a kurd vezetésű offenzíva sikerét. Két autó felrobbantását két 16 éves harcos nevéhez kötik.
Július 9-én a légi támadások következtében az ISIL harcosai szétszéledtek a város külső kerületeiben, mert megpróbálták elkerülni ezeket a légicsapásokat. Az YPG vezette seregek szorosabbra zárták a város körüli gyűrűt, és bejutottak Szarin keleti peremkerületeibe.
Július 12-én az ISIL ellentámadást indított, áttörte a bekerítést, elfoglalta Malhah falut, és ismét megnyitotta a Szarintól délre vezető utánpótlási vonalat. Ezen kívül kiszabadította a szarini gabonasilóknál és Khirbat al-Burjnál körbezárt seregeit, és a silótól keletre ismét megszerezte Mitras és Qasiq al Qibli falvakat. Áttörtek az M4 autópályán, és Szarin környékén több másik falut is megszereztek. A várostól keletre és nyugatra azonban még így is nagy területek maradtak szír és kurd kézen, és két oldalról még mindig megfigyelés alatt tartották a várost. Később az YPG és az FSA ellentámadása megakasztotta az ISIL előretörését, és a kurdok több, előzőleg elveszített falut szereztek vissza.
Július 18-án a kurd vezetésű seregek a szarini gabonasilóktól keletre visszafoglalták Qasiq al Qibli falut, a hírek szerint az itt állomásozó iszlamisták ezalatt visszavonultak Szarinba. Bár az ISIL folyamatosan, akár folyókon keresztül is erősítette a Szarintól délre lévő egységeit, a július 12-i ellentámadása óta nem tudott újabb sikert elérni. Később a kurdok elfoglalták Mitrast, Qal at Hadidot pedig másnap teljesen bekerítették. Július 19-re az YPG és az FSA visszafoglalta az M4-es autópályának a régióban lévő részeit, így a Szarini A gabonasilóknál lévő iszlamistákat teljesen sikerült bekeríteniük, Szarintól keletre és nyugatra pedig több várost elfoglaltak.
Július 21-én a kurdok és a szírek ismét a város keleti és nyugati peremkerületeiben jutottak előrébb, a hírek szerint az ISIL pedig házakat erősített meg és utakat készített elő a kurdok városba történő behatolásához. Az iszlamisták eközben is folyamatosan kapták Szarintól dél felől az erősítést.
Július 22-én az ISIL megpróbálta visszafoglalni Mitrast és ismét átjutni az M4-en, de ezt az amerikaiak vezette légitámadások és a kurd ellentámadás vissza tudta verni. Nagyjából ekkor érkeztek hírek arról, hogy Khirbat al-Burj és Szarin lakott területein is összecsapások törtek ki. A szarini gabonasilókban továbbra is fogságban tartották a kurdok az ott rekedt iszlamistákat.
Július 23-án Szarinban és attól délre több légitámadást intéztek az ISIL erődítményei és a főbb gyülekezőhelyek körül.
Július 24-én ismét a kurd vezette erők szereztek területeket, áthatoltak az autópályán, s elfoglalták Malhaht, így ismét elvágták az ISIL utolsó szarini utánpótlási útvonalát. Szarin lakott részein tovább folytak a heves tűzpárbajok. A jelentések szerint az Euphrates Volcano (Burkan Al-Firat) tüzérsége hetek óta lőtte Szarint, erre válaszul az ISIL a városból menekülni próbáló polgári lakosságba lőtt. Másnap a kurdok és a szírek tovább haladtak délnek, és elfoglalták a Malhahtól délre fekvő Milhah falut, így ismét biztosították Szarin ostromát. Az előrehaadásra válaszul az ISIL rátámadt a két falu közötti úton a szír és kurd katonákra, de miután elsődleges célpontjukkal nem boldogultak, aknavetőket kezdte el használni.

### A szarini csata
Július 25-én a kurdok Szarin körül a legtöbb falut elfoglalták, ismét ostrom alá vették a várostól északra fekvő Khirbat al-Burjt, valamint védték a Szarinba északra vezető útvonalakat. Ezalatt a szarini gabonasilókban körbefogott milicisták továbbra is kitartottak. A jelentések szerint a kurd vezetésű seregek megrohamozták Szarint, és bejutottak a keleti külvárosokba. Az ISIL ismét autókba rejtett bombákkal akarta megállítani ellenfelei előrenyomulását, de a kurdok még azelőtt megsemmisítették a járműveket, mielőtt az ISIL kész lett volna a munkálatokkal. Ebben az akcióban az Iszlám Állam 7 harcost veszített. Az ISIL megtámadta Shuikh és Qara Qozak falvakat, de a kurd vezetésű csapatok ezeket a támadásokat is visszaverték.
Július 26-án az ISIL harcosai felrobbantották a szarini gabonasilók egy részét, s eközben maga a főtorony is összeomlott. Röviddel később az YPG seregei elfoglalták a silók területét. A szírek és a kurdok heves légi támogatással kísérve még a nap folyamán bebiztosították Szarin déli részét. A kurdok feltételezett ISIL-milicisták támaszpontjait is megtámadták Szarintól északnyugatra, Geydade és Sina között, s eközben 5 katonát megöltek. Július 26-án éjszaka az Eufráteszen keresztül egy konvojnyi iszlamista próbált elmenekülni, de ezt az YPG megsemmisítette. 17 ISIL-katonát öltek így meg.
Július 27-én a kurdok és a szírek elfoglalták Khirbat al-Burjt, az utolsó Szarin közelében álló falut, mely még az ISIL ellenőrzése alatt állt. Még ezen a napon a kurdok sikeresen visszaszerezték az Iszlám Államtól Szarin városát.